# Deroplia costigera
Deroplia costigera là một loài bọ cánh cứng trong họ Cerambycidae.